# Vierge à la fontaine
La Vierge à la fontaine est une huile sur panneau du peintre primitif flamand Jan van Eyck. Réalisé en 1439, il fait partie des œuvres tardives de Van Eyck.
Mesurant 19 × 12 cm, le tableau est à peine plus grand qu'une carte postale. Il représente un hortus conclusus, avec une fontaine symbolisant la fontaine de vie. La Vierge est vêtue d'une tunique bleue, derrière elle deux anges tiennent une toile d'honneur. L'Enfant Jésus tient un chapelet dans sa main gauche, suggérant, ainsi que le rosier à l'arrière-plan, le rosaire. Dans la seconde moitié du XVe siècle, le rosaire gagne en popularité en Europe du Nord.
Cette représentation de la Vierge est inhabituelle dans la mesure où elle porte une robe bleue ; dans le triptyque de Dresde, la Vierge de Lucques, et la Vierge du chancelier Rolin, van Eyck représente à chaque fois la Vierge vêtue de rouge. L'utilisation du rouge pour représenter les figures sacrées est caractéristique de la peinture flamande du XVe siècle, la cochenille étant l'un des pigments les plus chers, utilisés pour teindre les textiles. En contraste, les peintres italiens utilisaient l'ultramarine pour les vêtements de la Vierge. Ainsi le choix du bleu peut illustrer l'influence italienne sur Van Eyck.
Signé et daté, le tableau est encore dans son cadre d'origine, sur lequel il est inscrit : ALS IXH CAN, JOHES DE EYCK ME FECIT + [COM]PLEVIT ANNO 1439.

## Sources et bibliographie
- (en) Margarete Bruns, Das Rätsel Farbe – Materie und Mythos, Philipp Reclam jun. GmbH., 1997,  (ISBN 3-15-010430-0)
- (en) Craig Harbison, Jan van Eyck: the play of realism, Reaktion Books, 1995,  (ISBN 0-9484-6279-5)
- (en) Otto Pächt, Van Eyck – die Begründer der altniederländischen Malerei, Prestel Verlag, 1989,  (ISBN 3-7913-1033-X)
- (en) James Snyder, Northern Renaissance Art: Painting, Sculpture, the Graphic Arts from 1350 to 1575, 2e éd., Prentice Hall, 2005,  (ISBN 0-13-150547-5)
- (de) János Végh, Jan van Eyck, Henschelverlag Kunst und Gesellschaft, 1984